# Deutsche Landsmannschaft

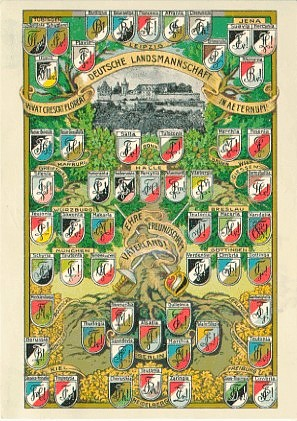
Couleurkarte der DL

Die Deutsche Landsmannschaft (DL) war ein Korporationsverband von pflichtschlagenden und farbentragenden Studentenverbindungen in der Zeit von 1868 bis 1936 und wird als ein Vorgängerverband des Coburger Convents angesehen.

## Allgemeines
Der Verband vertrat folgende Prinzipien:
- unbedingte Satisfaktion
- keine politischen und religiösen Bindungen,
- Gleichberechtigung aller Korporationen, die unbedingte Satisfaktion geben.

Der Wahlspruch lautete „Ehre-Freundschaft-Vaterland“.

## Geschichte

### Allgemeiner Landsmannschafts-Convent
1867 wandte sich Ghibellinia Tübingen mit einem von ihrem Sekretär Eugen Gantter verfassten Schreiben zwecks Anknüpfung freundschaftlicher Beziehungen an die Landsmannschaften Teutonia Halle (später aus der DL ausgetreten und Kösener Corps geworden), Verdensia Göttingen, Teutonia Bonn und Makaria Würzburg (später fusioniert zu Alemannia Makaria Würzburg). Nach entsprechenden Zusagen der Adressaten fand am 1. März 1868 in Kassel eine Versammlung von Vertretern der genannten Bünde statt, welche die Gründung eines Allgemeinen Landsmannschafts-Verbands (L.C.) beschlossen.
Nach wechselnden Orten der jährlichen Kongresse wurde 1872 Coburg als ständiger Tagungsort festgelegt, und der Verband wurde in „Coburger Landsmannschafter Convent“ (Coburger LC) umbenannt. Um 1871 bürgerte sich die Bestimmungsmensur ein.
Im Jahre 1877 wurden verschiedene innere Zwistigkeiten im Verband so stark, dass er sich zur Auflösung veranlasst sah. Einige Landsmannschaften traten zum Kösener Senioren-Convents-Verband über, kehrten jedoch bis auf Teutonia Halle und zwei weitere Bünder im Laufe der Zeit zu ihren Ursprüngen zurück. Andere mussten suspendieren, so Macaria Breslau.

### Wachstum in Berlin und der „Goslarer Chargierten-Convent“
Der wiederhergestellte Verband nahm nunmehr starken Aufschwung, was besonders in Berlin sichtbar wurde. Hatte sich in der preußischen Hauptstadt das studentische Leben bis Ende der 1850er Jahre nur unter erschwerten Bedingungen entwickeln können, so schien dies in der Hauptstadt des Deutschen Kaiserreiches nachgeholt zu werden. Die Zahl der Studenten wuchs stark an und das Verbindungswesen blühte auf. Für die neuen Studentenverbindungen schien ein noch kleiner und junger Verband Vorteile zu bieten. So folgten auf den Beitritt der Landsmannschaft Palaiomarchia 1879, der der Palaio-Silesia 1882. 1885 folgten Guilelmia, Brandenburgia und Alsatia. Schließlich 1886 noch die Thuringia, 1892 die Spandovia und 1893 die Primislavia (1895 wieder ausgeschieden und Burschenschaft geworden).
Eine besondere Rolle bei der Vergrößerung des Verbandes spielte der Goslarer Chargierten-Convent (1882–1891), da viele seiner früheren Mitglieder dem „Coburger Landsmannschafter Convent“ beitraten. Zu Beginn des Sommersemesters 1897 bestand der „Coburger Landsmannschafter Convent“ aus 34 Landsmannschaften.

### „L.C.-Krach“ und Gründung des „Arnstädter Landsmannschafter Convents“
Auf dem Pfingstkongreß 1897 führten wiederum interne Streitigkeiten zum Beginn eines neuerlichen Zerfalls, des sogenannten „L.C.-Krachs“. Als Teutonia Würzburg die dortige Makaria beschuldigte, in den Kösener Senioren-Convents-Verband (KSCV) übertreten zu wollen, wurde das von dieser bestritten. Daraufhin wurde Teutonia Würzburg wegen falscher Anschuldigungen ausgeschlossen. Doch einen Monat später trat Makaria Würzburg tatsächlich aus und wurde ein Corps (heute: Corps Makaria-Guestphalia), woraufhin Teutonia Würzburg wiederaufgenommen wurde. Kurz darauf kam es in Leipzig zu schwerwiegenden Differenzen zwischen Afrania Leipzig (heute: Alte Leipziger Landsmannschaft Afrania zu Heidelberg) und Plavia, die daraufhin austrat. Andere Landsmannschaften waren bereits ausgetreten, weitere folgten. Schließlich erklärte Pomerania Halle als präsidierende Landsmannschaft des Coburger Landsmannschafter Convents den Verband für aufgelöst, doch wurde die Auflösungserklärung durch einen Außerordentlichen Kongress für nichtig erklärt, woraufhin viele der ausgetretenen Bünde wiederbeitraten, jedoch konnte der Streit nicht beigelegt werden, und so kam es im weiteren Verlauf abermals zu Austritten.
Viele der ausgetretenen Bünde gründeten den „Arnstädter Landsmannschafter Convent“. Sechs Landsmannschaften traten zum Kösener SC über, von denen drei in der einen oder anderen Form zurückkehrten, zwei wurden Burschenschaften.
| Mitglieder Arnstädter Landsmannschafter Convent | Eintritt     | Austritt                                                       |
| ----------------------------------------------- | ------------ | -------------------------------------------------------------- |
| Ghibellinia (Tübingen, Goldkartell)             | 31. Mai 1898 |                                                                |
| Pomerania (Halle, Goldkartell)                  | 31. Mai 1898 |                                                                |
| Palaio-Silesia (Berlin, Goldkartell)            | 31. Mai 1898 |                                                                |
| Plavia (Leipzig, Silberkartell)                 | 31. Mai 1898 | 1906                                                           |
| Suevia (Jena, Silberkartell)                    | 31. Mai 1898 |                                                                |
| Thuringia (Berlin, Silberkartell)               | 31. Mai 1898 |                                                                |
| Brandenburgia (Berlin)                          | 31. Mai 1898 | 1905, 1907 Eintritt in den VC                                  |
| Budissa (Leipzig, Goldkartell bis 1897)         | 1898         | Übertritt November 1898 zum KSCV                               |
| Guestphalia (Berlin)                            | 1900         |                                                                |
| Troglodytia (Kiel, Silberkartell)               | 1901         |                                                                |
| Borussia (Jena)                                 | 1902         | Ausschluss 2. März 1905 (suspendiert), 1912 Eintritt in den VC |
| Verdensia (Göttingen, Silberkartell)            | 1904         |                                                                |

### Wiedervereinigung
Die Wiedervereinigung der beiden landsmannschaftlichen Verbände im Jahre 1906 war in besonderem Maße den vermittelnden Bemühungen der 1897 in Magdeburg gegründeten „Vereinigung Alter Landsmannschafter“ (AHLC) zu verdanken, nachdem man sich auf eine Überarbeitung der Verbandssatzung verständigt hatte, die 1908 zur Umbenennung des Verbands führte. Der „Coburger AHLC“ wurde 1907 in einen eingetragenen Verein mit der Bezeichnung „Gesamtverband Alter Landsmannschafter“ (GVAL) umgewandelt. 1906 trat der „Arnstädter LC“ dem „Coburger LC“ bei, es handelte sich dabei überwiegend um die zuvor ausgetretenen Landsmannschaften.

„Nun, Brüder, ist am Eichenstamm der alte Riß verheilt“

### Umbenennung in „Deutsche Landsmannschaft“ (DL)

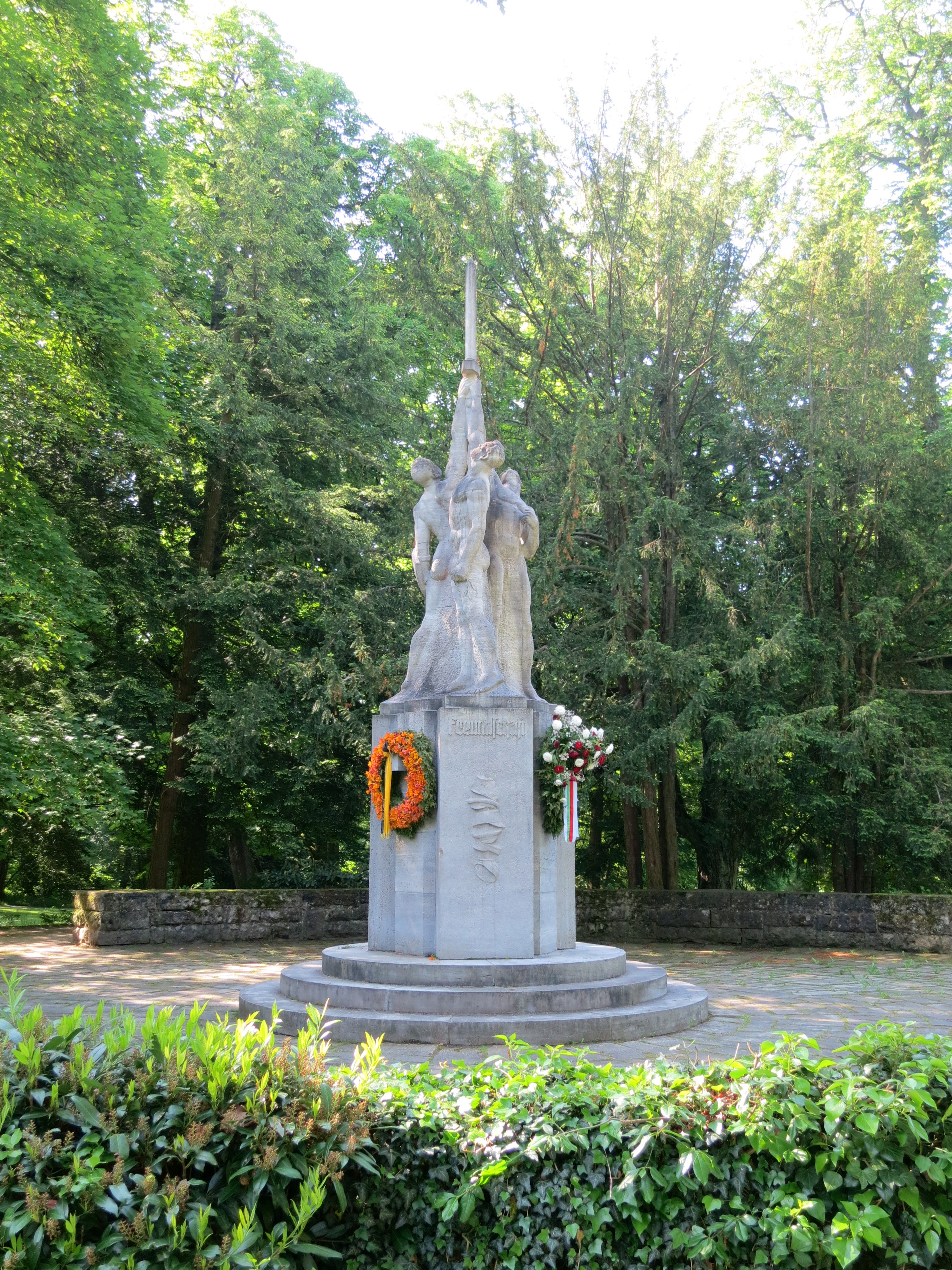
Denkmal der Deutschen Landsmannschaft zur Erinnerung an die im Ersten Weltkrieg gefallenen Verbandsbrüder

1908 nahm der wiedervereinigte Verband den Namen „Deutsche Landsmannschaft“ (DL) an. Im Sommersemester 1914 bestand die DL aus 52 Landsmannschaften. Zu Pfingsten 1919 wurden alle noch bestehenden Landsmannschaften des aufgelösten Allgemeinen Landsmannschafter Convents auf der Marksburg (ALC a. d. Marksburg) in die „Deutsche Landsmannschaft“ aufgenommen, was den Verband insofern veränderte, als ihm nun auch Landsmannschaften an Technischen Hochschulen angehörten. Ab Pfingsten 1920 wurden auch österreichische und sudetendeutsche Landsmannschaften in den Verband rezipiert, letztere mussten im Frühjahr 1933 ausscheiden. Ende des Sommersemesters 1935 bestand die DL aus 108 Landsmannschaften, davon 13 in Berlin, wo somit der stärkste örtliche L.C. bestand.
An der Gründung des Allgemeinen Deutschen Waffenrings (ADW) 1919 und 1922 sowie bei Abschluss des sogenannten Ersten und Zweiten Erlanger Verbändeabkommens in den Jahren 1921 und 1922 war die DL maßgeblich beteiligt. Mit dem Vertreter-Convent (VC) wurde im Jahre 1922 ein Arbeitsgemeinschaftsabkommen in Fragen des gemeinsamen Vorgehens in hochschulpolitischen Fragen geschlossen.

### Auflösung der DL im Dritten Reich
Der nationalsozialistische Oberbürgermeister von Coburg Franz Schwede war ein Förderer der Deutschen Landsmannschaft, die er auch gegen Angriffe des Nationalsozialistischen Deutschen Studentenbundes verteidigte. Die DL verlieh Schwede daher 1934 als Erstem das Ehrenband der Deutschen Landsmannschaft und ernannte ihn damit zum Ehrenmitglied des Verbandes.
Die DL beschloss am 20. Oktober 1935, sich dem Nationalsozialistischen Deutschen Studentenbund (NSDStB) zur Verfügung zu stellen. Nachdem sich die eine Übernahme als Kameradschaften ablehnenden Landsmannschaften vertagt hatten oder ausgetreten waren, wurde am 31. Mai 1936 in Coburg auf Grund des Erlasses von Rudolf Heß, der eine Aktivität unmöglich machte, die Auflösung der aktiven Landsmannschaften beschlossen. Auf der 70. Pfingsttagung der DL in Coburg 1938 wurde aufgrund massiven Drucks der NSDAP die Auflösung und Liquidierung der gesamten DL beschlossen.
Am 12. Mai 1951 schlossen sich die Landsmannschaften der ehemaligen DL mit den Turnerschaften des Vertreter-Convents zum Coburger Convent zusammen.